# Kosmos 8
Kosmos 8, em russo Ко́смос 8 
(Cosmos 8), ocasionalmente chamado no ocidente de Sputnik 18, foi o oitavo satélite da série Kosmos.
O objetivo desse satélite era ser uma demonstração tecnológica para o desenvolvimento de futuros satélites militares. Ele levava também uma carga útil para pesquisa de fluxo de micrometeoritos, fazendo parte do programa DS.
Ele foi lançado por um foguete Kosmos-2I (63S1 - 4LK), sendo o oitavo voo deste foguete, e o quinto a atingir a órbita pretendida com sucesso.
O Kosmos 8, foi um satélite construído sobre a plataforma DS-K-8, o único desse modelo que seria lançado.